# میرزاآباد (پشتکوه)
میرزاآباد یا موتورمیرزا روستایی در دهستان پشتکوه بخش مرکزی شهرستان خاش استان سیستان و بلوچستان ایران است.

## جمعیت
بر پایه سرشماری عمومی نفوس و مسکن در سال ۱۳۹۵ جمعیت این روستا ۱۰۵ نفر (۲۹خانوار) بوده‌است.